# Grenzschutz Ost
Grenzschutz Ost ist die Sammelbezeichnung für die nach dem Ende des Ersten Weltkrieges und der Monarchie bei Beginn der Weimarer Republik 1918/19 aufgestellten deutschen militärischen Verbände (Freikorps, Freiwilligen-Verbände, Selbstschutz Oberschlesien etc.), die bis zur endgültigen Grenzziehung den Schutz der Ostgrenze bzw. Ostgebiete des Deutschen Reichs insbesondere gegenüber dem neu gegründeten Polen übernehmen sollten. Folgende Situationen waren dabei bedrohlich:
- Posener Aufstand (1918–1919) ab Dezember 1918
- Polnisch-Sowjetischer Krieg ab Frühjahr 1919, wobei die sowjetrussische Rote Armee im August 1920 fast die gesamte Provinz Ostpreußen eingeschlossen hatte und am ehemals deutschen Polnischen Korridor stand
- Aufstände in Oberschlesien ab August 1919

Der Grenzschutz Ost bildete einen Teil der Vorläufigen Reichswehr und gliederte sich in die Armeeoberkommandos Nord mit Sitz in Bartenstein/Ostpreußen und Süd mit Sitz in Breslau. Die operative Führung wurde durch die Oberste Heeresleitung (OHL), deren Hauptquartier sich seit Februar 1919 in Kolberg befand, ausgeübt. Daneben wurde beim preußischen Kriegsministerium eine „Zentrale Grenzschutz Ost“ (Zegrost) eingerichtet, die für organisatorische Fragen zuständig war.
| Oberste Heeresleitung HQ: Kolberg/Pommern Chef der OHL: Generalfeldmarschall Paul von Hindenburg Erster Generalquartiermeister: Generalleutnant Wilhelm Groener | |
| Zentrale Grenzschutz Ost Sitz: Berlin Stabschef: Major Friedrich Wilhelm Freiherr von Willisen                                                                  | |
| AOK Nord HQ: Bartenstein/Ostpreußen Oberbefehlshaber: Generalleutnant Ferdinand von Quast Stabschef: Generalmajor Hans von Seeckt/Oberst Wilhelm Heye           | AOK Süd HQ: Breslau/Schlesien Oberbefehlshaber: Generalleutnant Kurt von dem Borne Stabschef: Generalmajor Fritz von Loßberg |

Im Vorfeld der deutschen Unterzeichnung des Versailler Friedensvertrages im Juni 1919 bestanden innerhalb des Grenzschutz Ost Pläne, den Rückzug aus den umstrittenen Gebieten zu verweigern oder sogar die von Polen eroberten Gebiete zurückzugewinnen, nötigenfalls unter Inkaufnahme einer zeitweiligen Abspaltung der preußischen Ostprovinzen vom Reich (vgl. Oststaat-Plan). Diese Pläne brachen zusammen, nachdem sich sowohl die Reichsregierung als auch die OHL dagegen ausgesprochen hatten. Im Zusammenhang mit der Bildung des Übergangsheers von 200.000 Mann zum 1. Oktober 1919 wurden viele Verbände offiziell aufgelöst, ebenso die nach der Auflösung der OHL noch bestehende „Kommandostelle Kolberg“ und die beiden Armeeoberkommandos. Trotzdem hielt die Reichswehr am Konzept des Grenzschutzes fest und unterhielt Strukturen zur raschen Mobilisierung von Einsatzkräften für den Fall eines polnischen oder sowjetrussischen Vorstoßes auf deutsches Gebiet. Diese Schwarze Reichswehr setzte sich aus Wehrverbänden zusammen, zu denen zeitweise auch die SA gehörte. Zahlreiche frühere Angehörige des Grenzschutz Ost schlossen sich den Freikorps im Baltikum an (vgl. Baltikumer).
Die Landesschutzrichtlinie wurde 1929 erlassen.
Bis 1939 war der Schutz der Grenze im Osten eine wesentliche Aufgabe der Reichswehr bzw. der späteren Wehrmacht, die dazu zahlreiche Planspiele und Kartenübungen veranstaltete.